# 东土城站
东土城站是位于内蒙古自治区乌拉特前旗东土城村的一个铁路车站，邮政编码14414。车站建于1957年，有包兰铁路经过该站，现不办理客货运业务，车站及其上下行区间均为电气化区段。车站距离包头站147公里，隶属呼和浩特铁路局，是五等站。